# Championnat d'Autriche de football 2006-2007
Navigation
Saison précédente Saison suivante
La saison 2006-2007 du Championnat d'Autriche de football était la 96e édition du championnat de première division en Autriche. Les 10 meilleurs clubs du pays se retrouvent au sein d'une poule unique, la Bundesliga, où ils s'affrontent quatre fois, deux fois à domicile et deux fois à l'extérieur. À l'issue du championnat, le dernier de la poule est relégué et remplacé par le club champion de D2.
C'est le Red Bull Salzbourg (anciennement Austria avant son rachat) qui remporte le titre cette année, en terminant en tête de la Bundesliga, devant le SV Ried, qui termine à 19 points et le SV Mattersburg qui se classe 3e à 20 points du champion. Le FK Austria Vienne, tenant du titre, ne termine qu'à la 6e place à 30 points du Red Bull Salzbourg, mais se console en remportant pour la 3e fois d'affilée la Coupe d'Autriche.
Les deux clubs de Graz, le Sturm Graz et le Grazer AK connaissent de sérieux problèmes juridiques et financiers cette saison. Si le Sturm Graz s'en sort et parvient à se maintenir en Bundesliga malgré sa pénalité infligée par l'ÖFB, le Grazer AK n'a pas la même chance et doit repartir en 3e division, après une relégation sportive puis un refus de la fédération d'accorder au club une licence pour jouer en Red Zac Erste.

## Les 10 clubs participants
| - SV Pasching - SK Rapid Vienne - Grazer AK - SK Sturm Graz - FK Austria Vienne | - Red Bull Salzbourg - SV Mattersburg - SV Ried - SC Rheindorf Altach - Promu de 1.division - FC Wacker Innsbruck |

## Compétition

### Classement
Le barème utilisé pour établir le classement est le suivant :
- Victoire : 3 points
- Match nul : 1 point
- Défaite : 0 point

| Rang | Équipe                | Pts | J  | G  | N  | P  | Bp | Bc | Diff |
| ---- | --------------------- | --- | -- | -- | -- | -- | -- | -- | ---- |
| 1    | Red Bull Salzbourg    | 75  | 36 | 22 | 9  | 5  | 70 | 23 | +47  |
| 2    | SV Ried               | 56  | 36 | 15 | 11 | 10 | 47 | 42 | +5   |
| 3    | SV Mattersburg        | 55  | 36 | 16 | 7  | 13 | 61 | 58 | +3   |
| 4    | Rapid Vienne          | 52  | 36 | 14 | 10 | 12 | 55 | 49 | +6   |
| 5    | SV Pasching           | 52  | 36 | 14 | 10 | 12 | 47 | 41 | +6   |
| 6    | FK Austria Vienne T C | 45  | 36 | 11 | 12 | 13 | 43 | 43 | 0    |
| 7    | SK Sturm Graz -13     | 41  | 36 | 16 | 6  | 14 | 40 | 40 | 0    |
| 8    | SC Rheindorf Altach P | 38  | 36 | 11 | 5  | 20 | 45 | 64 | -19  |
| 9    | FC Wacker Innsbruck   | 34  | 36 | 8  | 10 | 18 | 40 | 64 | -24  |
| 10   | Grazer AK -28         | 6   | 36 | 8  | 10 | 18 | 43 | 67 | -24  |

|  | Qualification pour la Ligue des clubs champions 2007-2008                               |
|  | Qualification pour la Coupe UEFA 2007-2008                                              |
|  | Qualification pour la Coupe Intertoto 2007                                              |
|  | Relégation en 3e division                                                               |
|  | T : Tenant du titre C : Vainqueur de la Coupe d'Autriche P : Promu de deuxième division |

- Sturm Graz reçoit une pénalité de 13 points (d'abord 3 pour des irrégularités au niveau de leur licence la saison passée puis 10 pour insolvabilité).
- Grazer AK reçoit une pénalité de 28 points (6 points pour dettes envers leur ancien joueur Daniel Kimoni puis 10 pour insolvabilité et 12 pour infraction dans la procédure de licence).

## Bilan de la saison
| Championnat d'Autriche de football 2006-2007 |                                           |
| Champion                                     | FK Austria Vienne (23e titre)             |
| Coupes et trophées                           |                                           |
| Vainqueur de la Coupe d'Autriche 2006-2007   | FK Austria Vienne                         |
| Qualifications continentales                 |                                           |
| Ligue des clubs champions 2007-2008          | Red Bull Salzbourg (3e tour préliminaire) |
| Coupe UEFA 2007-2008                         | SV Mattersburg                            |
| Coupe UEFA 2007-2008                         | SV Ried                                   |
| Coupe UEFA 2007-2008                         | Austria Vienne                            |
| Coupe Intertoto 2007                         | SK Rapid Vienne                           |
| Promotions et relégations                    |                                           |
| Promus en Bundesliga                         | LASK Linz                                 |
| Relégués en Red Zac Erste Division           | Grazer AK                                 |